# Otto Ammon (Autor)
Otto Ammon (* 7. Dezember 1842 in Karlsruhe; † 14. Januar 1916 ebenda) war ein deutscher  Ingenieur und Journalist sowie Privatgelehrter. Er führte statistische Erhebungen durch und wird als Begründer der Sozialanthropologie in Deutschland angesehen.

## Leben und Werk
Ammon war ab 1863 als Ingenieur sowie ab 1868 als Redakteur und Verleger tätig. 
Ab 1883 führte er eine geographische und geologische Erforschung der badischen Römerstraßen sowie anthropologische Forschungen durch. So legte er mit seiner Arbeit, die badische Wehrpflichtige und Mittelschüler kartografisch erfasste, 1890 erstmals eine Anthropologie eines deutschen Landes vor. Ab 1887 war er Mitglied des Karlsruher Altertumsvereins und des Naturwissenschaftlichen Vereins. Später gehörte er dem Geschäftsführenden Ausschuss des Alldeutschen Verbandes an.
In den Jahren 1896 bis 1899 war Otto Ammon zusammen mit Otto Reuß Eigentümer der Badischen Landeszeitung. 1904 erhielt er von der Universität Freiburg die Ehrendoktorwürde.
Ammon war ein Gegner der Sozialdemokratie und gilt als Anhänger der rassentheoretischen Schule der Soziologie. In seinem Werk „Die natürliche Auslese beim Menschen“ bemühte er sich um den Nachweis, dass in den höheren Gesellschaftsklassen ein signifikant höherer Anteil von Angehörigen des „germanischen“ Typus zu finden sei, da beispielsweise die ererbte germanische Tapferkeit sich auch in wissenschaftlicher Tätigkeit niederschlagen würde.
Das von ihm formulierte Ammonsche Gesetz besagt, dass besonders Angehörige des nordischen Typs in die Städte abwandern, wodurch in der Stadtbevölkerung eine Auslese zugunsten der Hellpigmentierten stattfinde.

## Schriften (Auswahl)
- Der Darwinismus gegen die Sozialdemokratie. Hamburg 1891 (Digitalisat)
- Die natürliche Auslese beim Menschen. Auf Grund der anthropologischen Untersuchungen der Wehrpflichtigen in Baden und anderer Materialien. Gustav Fischer, Jena 1893 (Digitalisat)
- Die Gesellschaftsordnung und ihre natürlichen Grundlagen. Entwurf einer Sozial-Anthropologie zum Gebrauch für alle Gebildeten, die sich mit sozialen Fragen befassen. Gustav Fischer, Jena, 1895 (Digitalisat)
  - Zweite Auflage, Gustav Fischer, Jena 1896
  - Dritte umgearbeitete Auflage, Gustav Fischer, Jena 1900 (Digitalisat)
- Zur Anthropologie der Badener. Gustav Fischer, Jena 1899 (Digitalisat)
- Die Bedeutung des Bauernstandes für den Staat und die Gesellschaft, 1894
  - Zweite Auflage, Berlin 1906 (Digitalisat)